# Svidník
Svidník (Hongaars: Felsövizköz) is een Slowaakse gemeente in de regio Prešov, en maakt deel uit van het district Svidník.
Svidník telt 12.354 inwoners en is gelegen in het Ondava-hoogland, bij de samenvloeiing van de rivieren Ondava en Ladomírka, zo'n twintig kilometer van de Duklapas (Poolse grens) en ongeveer 55 kilometer ten noorden van Prešov.

## Geschiedenis
De eerste schriftelijke verwijzingen naar Svidník (als Scyuidnyk) stammen uit 1355.
De gemeente Svidník is in 1944 ontstaan uit een fusie tussen de tot dan toe onafhankelijke gemeenten Nižný Svidník (Laag Svidník) en Vyšný Svidník (Hoog Svidník).

## Partnersteden
- Chrudim (Tsjechië)

Belejovce · Beňadikovce · Bodružal · Cernina · Cigla · Dlhoňa · Dobroslava · Dubová · Dukovce · Fijaš · Giraltovce · Havranec · Hrabovčík · Hunkovce · Jurkova Voľa · Kalnište · Kapišová · Kečkovce · Kobylnice · Korejovce · Kračúnovce · Krajná Bystrá · Krajná Poľana · Krajná Porúbka · Krajné Čierno · Kružlová · Kuková · Kurimka · Ladomirová · Lúčka · Lužany pri Topli · Matovce · Medvedie · Mestisko · Mičakovce · Miroľa · Mlynárovce · Nižná Jedľová · Nižná Pisaná · Nižný Komárnik · Nižný Mirošov · Nižný Orlík · Nová Polianka · Okrúhle · Príkra · Pstriná · Radoma · Rakovčík · Rovné · Roztoky · Soboš · Stročín · Svidnička · Svidník · Šarbov · Šarišský Štiavnik · Šemetkovce · Štefurov · Vagrinec · Valkovce · Vápeník · Vyšná Jedľová · Vyšná Pisaná · Vyšný Komárnik · Vyšný Mirošov · Vyšný Orlík · Železník · Želmanovce